# ويليام ريتشاردسون (لاعب كريكت)
ويليام ريتشاردسون (25 فبراير 1861 - 13 يونيو 1933) (بالإنجليزية: William Richardson)‏ هو لاعب كريكت بريطاني (وحمل سابقاً جنسية المملكة المتحدة لبريطانيا العظمى وأيرلندا).